# Łużyce Lubań
Klub Sportowy Łużyce Lubań – polski klub piłkarski z siedzibą w Lubaniu w województwie dolnośląskim. W sezonie 2024/25 występuje w rozgrywkach IV ligi. Został założony 13 listopada 1945 roku jako KS "OMTUR". Barwami klubu są żółty, niebieski i czerwony.

## Historia
Klub przystąpił do rozgrywek już w 1945 roku, jednak z powodu braku funduszy został zmuszony do wycofania się z nich. Po roku klub został powołany do życia na nowo przez Mieczysława Mrzygłóda, Świerczewskiego, Danela, Stefana Mrówczyńskiego oraz Romana Kaczyńskiego, pierwszego prezesa klubu.
Klub zaczął od klasy C, jednak już po dwóch sezonach awansował do klasy A. Były to pierwsze sukcesy w historii klubu. W 1949 roku trwała reorganizacja rozgrywek ligowych w Polsce. Przez ten czas klub zmienił nazwę na Związkowiec Lubań i rozgrywał spotkania towarzyskie z silnymi rywalami.
W 1950 roku klub został zaliczony do Klasy A, którą potem przemianowano na wojewódzką. Tam klub, już jako Spójnia Lubań okazał się gorszy jedynie od OWKS Wrocław (obecny Śląsk).
W 1953 roku utworzono ligę międzywojewódzką, czyli III ligę, do której piłkarze Spójni awansowali w 1954 roku.
W 1955 roku klub nazwano Spartą Lubań. Pod tą nazwą zawodnicy wygrali rozgrywki III ligi i awansowali do II ligi, będącej wówczas drugim poziomem rozgrywkowym w Polsce. Po dwóch latach drużyna spadła do III ligi zajmując przedostatnie miejsce.
Po spadku klub połączył się z klubem wojskowym Gwardia tworząc Łużyce Lubań. Klub w sezonie 2024/25 występuje w IV lidze.
Nazwy klubu: (1945) OMTUR Lubań → (1949) Związkowiec Lubań → (1952) Spójnia Lubań → (1955) Sparta Lubań → (1958) Łużyce Lubań → Łużyce - Bazalt Lubań (01.03.2010) → Klub Sportowy Łużyce Lubań (19.12.2013)

## Informacje ogólne
Na podstawie:
- Pełna nazwa:  Klub Sportowy Łużyce Lubań
- Rok założenia: 1945
- Adres:  ul. Ludowa 2, 59-800 Lubań
- Barwy:  żółto-niebiesko-czerwone
- Pojemność stadionu: 3000
- Prezes: Jan Hofbauer
- Kierownik drużyny: Andrzej Krawczyk
- Trener: Radosław Szajwaj
- Sponsorzy: Vertical, Dr. Schumacher, Ponar, LubaNET, eLUBAN, BESTAGRO, AGROMETAL, PERFEKTA,

## Sukcesy
- Gra II lidze w sezonach 1956 i 1957 jako Sparta Lubań Śląski

## Aktualny skład
Z oficjalnej strony klubu, na dzień 3 sierpnia 2023r.
| Nr | Poz. | Piłkarz             |
| -- | ---- | ------------------- |
| 1  | BR   | Michał Trzajna      |
| 2  | OB   | Szymon Chmielowiec  |
| 5  | PO   | Daniel Mlonek       |
| 6  | PO   | Damian Berliński    |
| 7  | PO   | Damian Bojdziński   |
| 10 | PO   | Michał Zachaczewski |
| 11 | PO   | Denis Wadziński     |
| 14 | PO   | Damian Buzała       |
| 15 | PO   | Emanuel Karwecki    |
| 16 | PO   | Mykola Chernyshenko |
| 17 | PO   | Kamil Sitek         |
| 19 | PO   | Dominik Szpytma     |

| Nr | Poz. | Piłkarz            |
| -- | ---- | ------------------ |
| 25 | NA   | Oliwier Misiewicz  |
| 28 | OB   | Kamil Młynarski    |
|    | BR   | Igor Gleb          |
|    | BR   | Kacper Biernat     |
|    | OB   | Sebastian Monik    |
|    | OB   | Miłosz Kozioł      |
|    | OB   | Jakub Jakubczyk    |
|    | PO   | Mikołaj Pietroński |
|    | NA   | Łukasz Staroń      |
|    | NA   | Paweł Urbaniak     |
|    | NA   | Daniel Ziółkowski  |